# Женска фудбалска репрезентација Уругваја
Женска фудбалска репрезентација Уругваја (порт. Selección femenina de fútbol de Uruguay је женски фудбалски тим који представља Уругвај на међународним такмичењима и такмичи се у Конфедерацији фудбалских савеза Јужне Америке (Конмебол).
Женска фудбалска секција АУФ-а почела је 1996. године, а прво званично такмичење националног тима одржано је на Првенству Јужне Америке 1998. године. Најбољи учинак до сада на првенству Јужне Америке био је 2006. године када је Уругвај освојио треће место.

## Достигнућа

### Светско првенство за жене
| Светско првенство у фудбалу за жене резултати | Светско првенство у фудбалу за жене резултати | Светско првенство у фудбалу за жене резултати | Светско првенство у фудбалу за жене резултати | Светско првенство у фудбалу за жене резултати | Светско првенство у фудбалу за жене резултати | Светско првенство у фудбалу за жене резултати | Светско првенство у фудбалу за жене резултати | Светско првенство у фудбалу за жене резултати |
| Година                                        | Резултат                                      | Позиција                                      | Ута                                           | Поб                                           | Нер*                                          | Изг                                           | ГД                                            | ГП                                            |
| --------------------------------------------- | --------------------------------------------- | --------------------------------------------- | --------------------------------------------- | --------------------------------------------- | --------------------------------------------- | --------------------------------------------- | --------------------------------------------- | --------------------------------------------- |
| 1991.                                         | Није учествовала                              | Није учествовала                              | Није учествовала                              | Није учествовала                              | Није учествовала                              | Није учествовала                              | Није учествовала                              | Није учествовала                              |
| 1995.                                         | Није учествовала                              | Није учествовала                              | Није учествовала                              | Није учествовала                              | Није учествовала                              | Није учествовала                              | Није учествовала                              | Није учествовала                              |
| 1999.                                         | Није се квалификовала                         | Није се квалификовала                         | Није се квалификовала                         | Није се квалификовала                         | Није се квалификовала                         | Није се квалификовала                         | Није се квалификовала                         | Није се квалификовала                         |
| 2003.                                         | Није се квалификовала                         | Није се квалификовала                         | Није се квалификовала                         | Није се квалификовала                         | Није се квалификовала                         | Није се квалификовала                         | Није се квалификовала                         | Није се квалификовала                         |
| 2007.                                         | Није се квалификовала                         | Није се квалификовала                         | Није се квалификовала                         | Није се квалификовала                         | Није се квалификовала                         | Није се квалификовала                         | Није се квалификовала                         | Није се квалификовала                         |
| 2011.                                         | Није се квалификовала                         | Није се квалификовала                         | Није се квалификовала                         | Није се квалификовала                         | Није се квалификовала                         | Није се квалификовала                         | Није се квалификовала                         | Није се квалификовала                         |
| 2015.                                         | Није се квалификовала                         | Није се квалификовала                         | Није се квалификовала                         | Није се квалификовала                         | Није се квалификовала                         | Није се квалификовала                         | Није се квалификовала                         | Није се квалификовала                         |
| 2019.                                         | Није се квалификовала                         | Није се квалификовала                         | Није се квалификовала                         | Није се квалификовала                         | Није се квалификовала                         | Није се квалификовала                         | Није се квалификовала                         | Није се квалификовала                         |
| 2023.                                         | Није играно                                   | Није играно                                   | Није играно                                   | Није играно                                   | Није играно                                   | Није играно                                   | Није играно                                   | Није играно                                   |
| Укупно                                        | -                                             | -                                             | -                                             | -                                             | -                                             | -                                             | -                                             | -                                             |

### Копа Америка за жене
| Копа Америка за жене рекорд | Копа Америка за жене рекорд | Копа Америка за жене рекорд | Копа Америка за жене рекорд | Копа Америка за жене рекорд | Копа Америка за жене рекорд | Копа Америка за жене рекорд | Копа Америка за жене рекорд | Копа Америка за жене рекорд |
| Година                      | Резултат                    | Позиција                    | Ута                         | Поб                         | Нер                         | Изг                         | ГД                          | ГП                          |
| --------------------------- | --------------------------- | --------------------------- | --------------------------- | --------------------------- | --------------------------- | --------------------------- | --------------------------- | --------------------------- |
| 1991.                       | Није учествовала            | Није учествовала            | Није учествовала            | Није учествовала            | Није учествовала            | Није учествовала            | Није учествовала            | Није учествовала            |
| 1995.                       | Није учествовала            | Није учествовала            | Није учествовала            | Није учествовала            | Није учествовала            | Није учествовала            | Није учествовала            | Није учествовала            |
| 1998.                       | Групна фаза                 | 8.                          | 4                           | 0                           | 2                           | 2                           | 6                           | 8                           |
| 2003.                       | Групна фаза                 | 9.                          | 2                           | 0                           | 0                           | 2                           | 1                           | 11                          |
| 2006.                       | Треће место                 | 3.                          | 7                           | 3                           | 0                           | 4                           | 7                           | 14                          |
| 2010.                       | Групна фаза                 | 10.                         | 4                           | 0                           | 0                           | 4                           | 2                           | 21                          |
| 2014.                       | Групна фаза                 | 7.                          | 4                           | 2                           | 0                           | 2                           | 5                           | 9                           |
| 2018.                       | Групна фаза                 | 8.                          | 4                           | 0                           | 1                           | 3                           | 2                           | 11                          |
| 2022.                       | У току                      | У току                      | У току                      | У току                      | У току                      | У току                      | У току                      | У току                      |
| Укупно                      | 6/8                         | -                           | 25                          | 5                           | 3                           | 17                          | 23                          | 74                          |

### Панамеричке игре
| Панамеричке игре резултати | Панамеричке игре резултати | Панамеричке игре резултати | Панамеричке игре резултати | Панамеричке игре резултати | Панамеричке игре резултати | Панамеричке игре резултати | Панамеричке игре резултати | Панамеричке игре резултати |                       |
| Година                     | Резултат                   | Позиција                   | Ута                        | Поб                        | Нер                        | Изг                        | ГД                         | ГП                         |                       |
| -------------------------- | -------------------------- | -------------------------- | -------------------------- | -------------------------- | -------------------------- | -------------------------- | -------------------------- | -------------------------- | --------------------- |
| 1999.                      | Није учествовала           | Није учествовала           | Није учествовала           | Није учествовала           | Није учествовала           | Није учествовала           | Није учествовала           | Није учествовала           | Није учествовала      |
| 2003.                      | Није учествовала           | Није учествовала           | Није учествовала           | Није учествовала           | Није учествовала           | Није учествовала           | Није учествовала           | Није учествовала           | Није учествовала      |
| 2007.                      | Групна фаза                | 9.                         | 4                          | 0                          | 1                          | 3                          | 3                          | 16                         |                       |
| 2011.                      | Није учествовала           | Није учествовала           | Није учествовала           | Није учествовала           | Није учествовала           | Није учествовала           | Није учествовала           | Није учествовала           | Није учествовала      |
| 2015.                      | Није се квалификовала      | Није се квалификовала      | Није се квалификовала      | Није се квалификовала      | Није се квалификовала      | Није се квалификовала      | Није се квалификовала      | Није се квалификовала      | Није се квалификовала |
| 2019.                      | Није се квалификовала      | Није се квалификовала      | Није се квалификовала      | Није се квалификовала      | Није се квалификовала      | Није се квалификовала      | Није се квалификовала      | Није се квалификовала      | Није се квалификовала |
| 2023.                      | Није играно                | Није играно                | Није играно                | Није играно                | Није играно                | Није играно                | Није играно                | Није играно                | Није играно           |
| Укупно                     | 1/6                        | -                          | 4                          | 0                          | 1                          | 3                          | 3                          | 16                         |                       |